# 庫默羅湖
53°48′30″N 12°51′34″E / 53.80833°N 12.85944°E

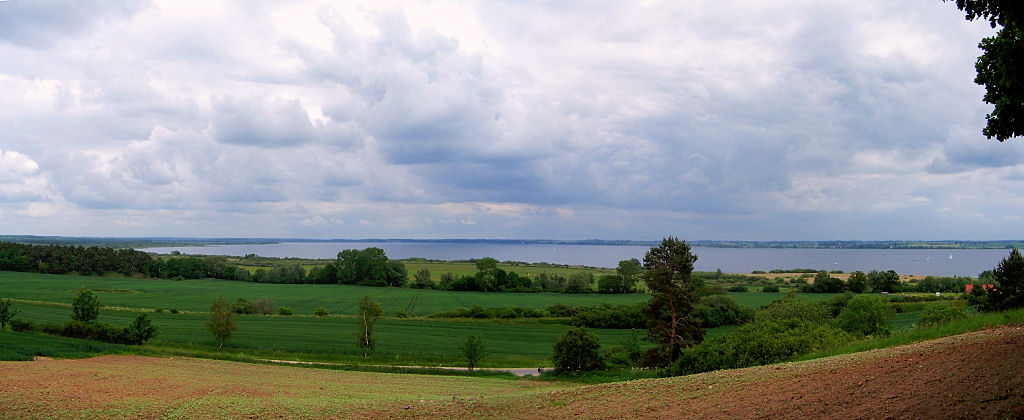

庫默羅湖（德语：Kummerower See）是德國的湖泊，位於梅克倫堡-前波美拉尼亞州，長4.8、寬3.17公里，面積32.55平方公里，平均水深8.1米，最大水深23.3米，蓄水量30億立方米，湖水從佩訥河流出。